# Cinnamomum glossophyllum
Cinnamomum glossophyllum är en lagerväxtart som beskrevs av F. G. Lorea-hernandez. Cinnamomum glossophyllum ingår i släktet Cinnamomum och familjen lagerväxter. Inga underarter finns listade i Catalogue of Life.